# Édison Méndez
Édison Méndez (castellà: Édison Vicente Méndez Méndez)  (Ibarra, 16 de març de 1979) és un exfutbolista equatorià de la dècada de 2000.
Fou 111 cops internacional amb la selecció de l'Equador amb la qual participà en els Mundials de 2002, 2006 i 2014.
Pel que fa a clubs, defensà els colors de Sociedad Deportivo Quito, PSV Eindhoven, LDU Quito,. Clube Atlético Mineiro i Santa Fe.